# Shahin Bayani
Shahin Bayani (en persa: شاهین بیانی‎; Irán; 31 de enero de 1962) es un exfutbolista de Irán que jugaba en la posición de defensa.

## Carrera

### Club
| Periodo   | Club         |
| --------- | ------------ |
| 1979–1986 | Esteghlal FC |
| 1986–1989 | Al Ahli SC   |
| 1989–1994 | Esteghlal FC |

### Selección nacional
Jugó para Irán de 1984 a 1990 con la que anotó un gol en 18 partidos, participó en la copa Asiática 1984 y en dos ediciones de los Juegos Asiáticos, ganando la medalla de oro en la edición de 1990.

## Logros

### Club
- Liga Azadegan: 1

1989-90
- Liga de Teherán: 2

1983-84, 1985-86
- Liga de Campeones de la AFC: 1

1990-91
- Copa del Emir de Catar: 1

1987

### Selección nacional
- Juegos Asiáticos: 1

1990